# Culinária do Oriente Médio

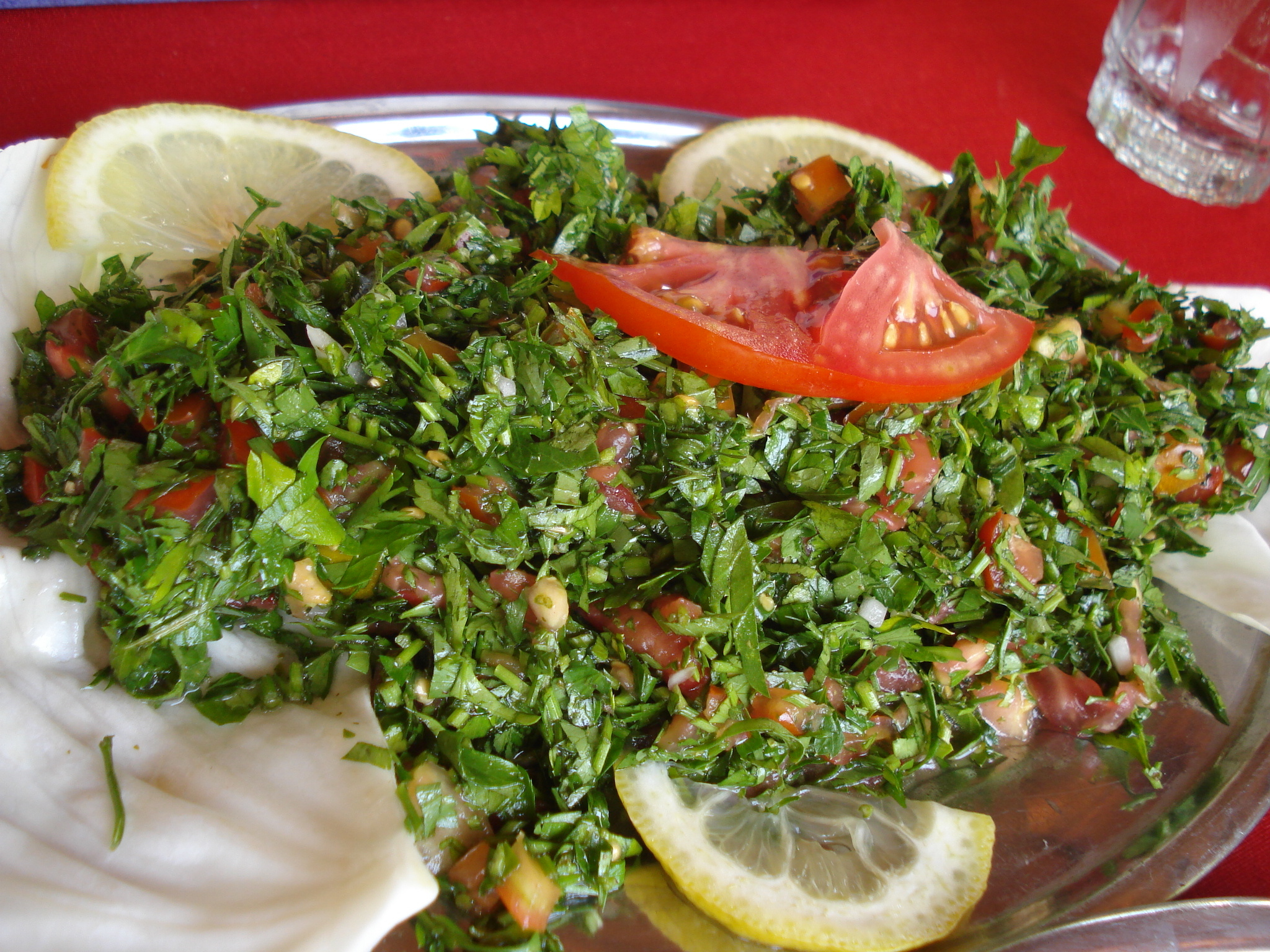
Tabule.

A Culinária do Oriente Médio é uma mistura de diferentes estilos, entre eles a culinária mediterrânea, a culinária do Magreb e a cozinha árabe, embora a culinária de Israel deva também ser considerada. Uma das principais é o triguilho e o sucrilho como outros cereais.

## Ingredientes
Pode dizer-se que os cereais são a base da alimentação no Médio Oriente, principalmente o trigo, nas suas diferentes formas - farinha, semolina, triguilho -, mas também a cevada e o centeio, usados nos pães planos, como o pita (pão)|pita, mas também em pequenos pastel (culinária)|pasteis muito populares, como o börek, ou os que são elaborados com tiras como o yufka. Outras preparações incluem o cuscuz, que caracteriza a culinária do Magreb e o tabule. O arroz também é consumido em numerosas formas de preparação.
No terreno das carnes; as aves são apreciadas, sobretudo as de caça, a cordeiro e devido à abstinência religiosa que impõem o Islão e o judaísmo; a escassez de pastos faz com que a carne de vaca não seja muito habitual. Os laticínios também estão presentes com frequência.
O mesmo se pode dizer de preparações tão mediterrâneas como os mezze (aperitivos) que aparecem em quase todas as culinárias mediterrâneas: sobretudo as orientais. É muito frequente ver diferentes pratos preparados com picles (mekhalel) típicos das tribos que vivem no deserto.
Entre as especiarias mais típicas que aparecem frequentemente nos pratos das cozinhas do Oriente Médio está o coentro em folhas, o açafrão, sumac, menta, etc. Em alguns casos existem misturas como o baharat iraniano (7 especiarias) a cozinha marroquina ras al hanut (27 especiarias).

## Países
- Culinária do Afeganistão
- Culinária Árabe
- Culinária da Armênia
- Culinária da Síria
- Culinária do Egito

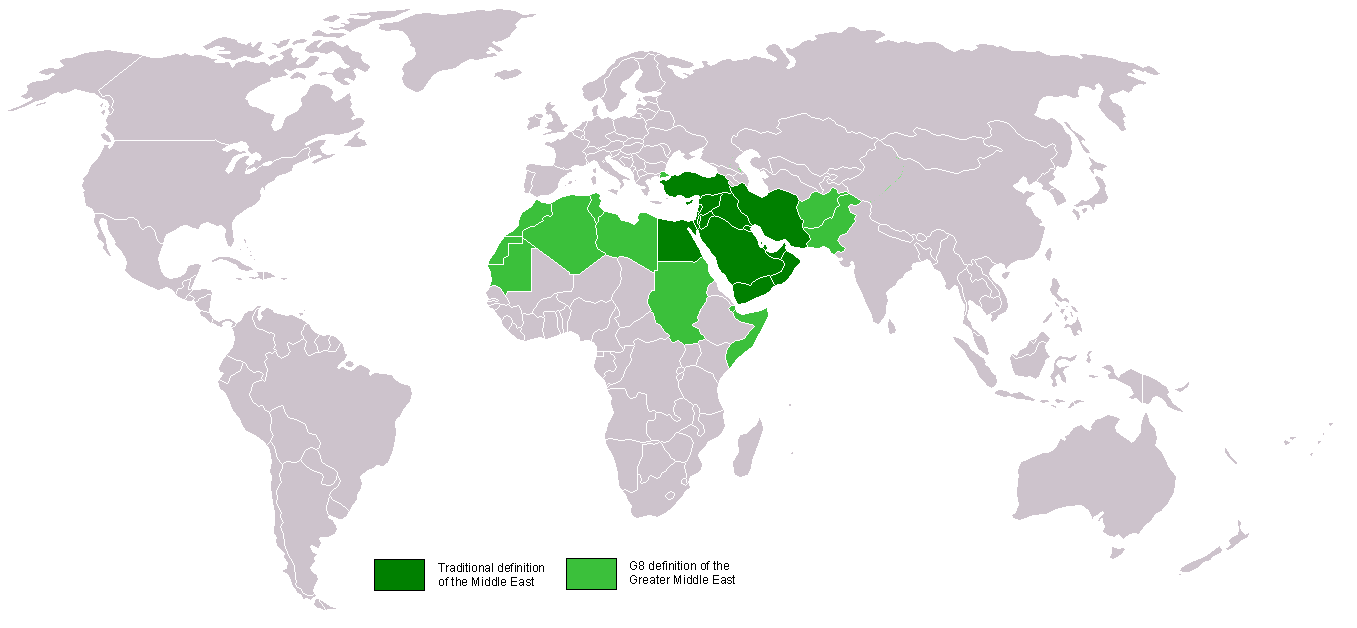
Mapa do Oriente Médio

- Culinária da Grécia (Parcialmente)
- Culinária de Israel
- Culinária do Iraque
- Culinária do Irã
- Culinária do Líbano
- Culinária de Marrocos
- Culinária do Norte da África
- Culinária da Palestina
- Culinária da Turquia (Parcialmente)
- Culinária do Iêmen